# ابراهیم اسماعیل مفتح
ابراهیم اسماعیل مفتح (زاده ۱۰ مه ۱۹۷۲ در دوحه) یک قهرمان بازنشسته دو سرعت قطری می‌باشد که به‌طور عمده در رقابت‌های دوی ۴۰۰ متر شرکت می‌کرد. بهترین نتیجه شخصی وی ۲۰۰ متر در ۲۰٫۹۶ ثانیه و ۴۴٫۶۶ ثانیه است.

## موفقیت‌ها
| سال         | مسابقه                 | محل برگزاری | مقام        | توضیحات     |
| نماینده قطر | نماینده قطر            | نماینده قطر | نماینده قطر | نماینده قطر |
| ----------- | ---------------------- | ----------- | ----------- | ----------- |
| ۱۹۹۱        | مسابقات قهرمانی آسیایی | کوالالامپور | اول         | ۴۰۰ متر     |
| ۱۹۹۱        | مسابقات قهرمانی آسیایی | کوالالامپور | دوم         | ۲۰۰ متر     |
| ۲۰۰۰        | مسابقات قهرمانی آسیایی | جاکارتا     | اول         | ۴۰۰ متر     |

- بازی‌های پان‌عربی ۱۹۹۹ - مدال طلا (۴۰۰ متر)
- بازی‌های آسیایی ۱۹۹۸ - مدال نفره (۴۰۰ متر)
- بازی‌های پان‌عربی ۱۹۹۷ - مدال طلا (۴۰۰ متر)
- بازی‌های پان‌عربی ۱۹۹۷ - مدال طلا (۲۰۰ متر)
- بازی‌های المپیک تابستانی ۱۹۹۶ - فینالیست (۴۰۰ متر)
- مسابقات قهرمانی آسیایی ۱۹۹۵ - مدال طلا (۴۰۰ متر)
- بازی‌های آسیایی ۱۹۹۴ - مدال طلا (۴۰۰ متر)
- بازی‌های آسیایی ۱۹۹۴ - مدال نقره (۲۰۰ متر)
- مسابقات قهرمانی آسیایی ۱۹۹۳ - مدال طلا (۴۰۰ متر)
- جام جهانی اتحادیه بین‌المللی فدراسیون‌های دو و میدانی ۱۹۹۲ - چهارم
- بازی‌های المپیک تابستانی ۱۹۹۲ - هفتم
- بازی‌های پان‌عربی ۱۹۹۲ - مدال طلا (۴۰۰ متر)
- بازی‌های آسیایی ۱۹۹۰ - مدال نقره (۴۰۰ متر)
- مسابقات قهرمانی آسیایی ۱۹۸۹ - مدال طلا (۴۰۰ متر)